# 이보너 판 헤닙
이보너 마리아 테레서 판 헤닙(네덜란드어: Yvonne Maria Therèse van Gennip, 1964년 5월 1일~)은 네덜란드의 전직 스피드스케이팅 선수이다. 1988년 동계 올림픽에서 당시 최강으로 손꼽히던 동독 선수들을 제치고 중장거리 3종목(1500m·3000m·5000m)에서 우승하며 3관왕에 올랐다. 특히 이 때 3000m와 5000m에서는 세계 신기록을 수립했다.